# Christopher Severn
Christopher Aubrey Reginald Severn (Los Angeles, 21 agosto 1935) è un attore e produttore cinematografico statunitense.
Era il figlio del dottor Clifford Brill Severn (1890-1981). I suoi genitori erano emigrati dal Sudafrica a Los Angeles poco prima della sua nascita. Aveva sette fratelli che erano tutti attori bambini: Venetia Severn, Clifford Severn, Yvonne Severn, Raymond Severn, Ernest Severn, William Severn e Winston Severn.

## Biografia
Christopher Severn ha fatto la sua prima apparizione cinematografica nei panni del figlio minore della signora Miniver, Toby, in La signora Miniver. Lui e i suoi fratelli Ernest e Raymond recitarono tutti nel film del 1943 Joko l'australiano.

## Filmografia parziale
- La signora Miniver (Mrs. Miniver), regia di William Wyler (1942)
- Verso l'ignoto (The Amazing Mrs. Holliday), regia di Bruce Manning (1943)
- Joko l'australiano (The Man from Down Under), regia di Robert Z. Leonard (1943)
- Joe il pilota (A Guy Named Joe), regia di Victor Fleming (1943)
- Fra le tue braccia (Cluny Brown), regia di Ernst Lubitsch (1946)
- Venere peccatrice (The Strange Woman), regia di Edgar G. Ulmer (1946)
- Titanic (Titanic), regia di Jean Negulesco (1953)
- Una mano nell'ombra (Man in the Attic), regia di Hugo Fregonese (1953)